# 安德烈·谢尔盖耶维奇·帕尔菲奥诺夫
安德烈·谢尔盖耶维奇·帕尔菲奥诺夫（羅馬化：Andrey Sergeyevich Parfyonov；1987年12月17日—）是一名俄罗斯越野滑雪运动员，他曾代表俄罗斯国家队参加众多国际比赛。
他于2007年首次亮相世界杯，并参加了2015年国际雪联北欧世界滑雪锦标赛。